# Mythimna dasuta
Mythimna dasuta là một loài bướm đêm thuộc họ Noctuidae. Nó là loài đặc hữu của Hawaii.